# Paul Nowak
Paul Nowak (ur. maj 1972 w Bebington) – brytyjski działacz związkowy. Od 29 grudnia 2022 pełni funkcję Sekretarza Generalnego Kongresu Związków Zawodowych (TUC). Wcześniej był zastępcą Sekretarza Generalnego TUC.

## Życiorys
Jego dziadek od strony ojca, Józef Nowak, należał do polskich Sił Powietrznych, jego żona, Betty, była Irlandką, natomiast dziadek od strony matki, Chin Tsang, pochodził z Hongkongu. Obaj dziadkowie przybyli do Liverpoolu w czasie I wojny światowej.
Paul Nowak po raz pierwszy został członkiem związku zawodowego, gdy w wieku 17 lat podjął pracę na pół etatu w sklepie sieci Asda.  
Pracę w TUC rozpoczął w 2000. W 2013 został mianowany Asystentem Sekretarza Generalnego, a w 2016 Zastępcą Sekretarza Generalnego. W lipcu 2022 TUC ogłosiła, że Nowak zostanie jej kolejnym Sekretarzem Generalnym i obejmie urząd od stycznia 2023.